# Filozofia polityczna
Filozofia polityczna, filozofia państwa, filozofia polityki – dział filozofii praktycznej stanowiący krytyczną refleksję nad życiem politycznym i państwem: zwłaszcza istotą polityki, naturą, pochodzeniem i prawomocnością władzy, pochodzeniem, zmiennością i wartością moralną ustrojów państwowych. Jako refleksja krytyczna filozofia polityczna analizuje podstawowe pojęcia związane z życiem politycznym, takie jak pokój, wolność, sprawiedliwość czy postęp. Jako refleksja twórcza zmierza do oceny życia politycznego i budowy postulatów ustrojowych: dlatego też niejednokrotnie miała znaczny wpływ na historyczny rozwój życia politycznego i społecznego. Za twórcę filozofii politycznej uważany jest Platon, który napisał dzieło Państwo.

## Filozofia polityczna a inne dyscypliny
Za dział filozofii politycznej uznaje się zazwyczaj filozofię prawa, chociaż jest ona uprawiana w dużej mierze samodzielnie i w ścisłym związku z naukami prawnymi. Czasem ujmuje się filozofię polityczną i filozofię prawa w jeden blok zagadnień, filozofię państwa i prawa.
Dyscypliną zbliżoną do filozofii politycznej jest politologia. Politologia jest nauką humanistyczną, która wyodrębniła się z filozofii politycznej podobnie jak większość innych nauk wyodrębniła się z odpowiednich dyscyplin filozoficznych. Do czasu wyodrębnienia się politologii z filozofii politycznej problematyka filozoficzna i niewykrystalizowana jeszcze problematyka politologiczna traktowane były łącznie, jako gałąź filozofii praktycznej nazywana zgodnie z terminologią Arystotelesa „polityką”. Politykę w tym znaczeniu odróżnić należy od samego życia politycznego i działalności politycznej, które Grecy nazywali techne politike. Podział dawnej polityki rozumianej jako gałąź filozofii praktycznej na filozofię polityczną i politologię nastąpił dopiero w XX wieku: filozofia polityczna zajmuje się odtąd zagadnieniami najbardziej ogólnymi, często ponadhistorycznymi, in abstracto od konkretnego życia politycznego, często ujmując politykę w perspektywie aksjologicznej. teleologicznej i moralnej. Odpowiada na pytania o sens, cel i genezę władzy i państwa, obowiązki i prawa obywatela, sprawiedliwość i wartość poszczególnych ustrojów. Politologia natomiast przede wszystkim opisuje, klasyfikuje i analizuje te fakty życia politycznego, które rzeczywiście zaszły, przeważnie porzucając aksjologiczną perspektywę i nie dochodząc ich istoty i sensu.
Dyscyplinami historycznymi pokrewnymi i politologii, i filozofii politycznej są historia myśli politycznej i historia idei politycznych. Ze względu na wspólną aż do XX wieku historię filozofii politycznej i politologii oraz nawet współcześnie stałe przenikanie się obu dziedzin stanowią one historiografię obu tych dyscyplin łącznie.
Charakterystyczną cechą filozofii politycznej jest to, że w odróżnieniu od wielu innych dziedzin filozofii pozostaje ona w ścisłym związku z działalnością niefilozoficzną. Granice między nią a ogromnym piśmiennictwem politycznym o charakterze publicystycznym, eseistycznym czy popularyzującym są bardzo nieostre. Niejednokrotnie odpowiedź na to, czy dany tekst mówiący o polityce przynależy do filozofii politycznej jest niemożliwa, często też wypowiedzi filozofów politycznych o charakterze popularyzującym lub eseistycznym mają równie duże znaczenie, co prace systematyczne. Nieostre są także granice między filozofią polityczną a filozofią społeczną, w podobny sposób jako filozofia polityczna traktującą nie tylko o życiu politycznym, ale o całości życia społecznego.

## Przedstawiciele
Do najwybitniejszych reprezentantów filozofii politycznej filozofii zachodniej należą Platon (Państwo, Prawa), Arystoteles (Polityka), Cyceron (Republika), św. Augustyn (Państwo Boże), św. Tomasz z Akwinu, Niccolò Machiavelli, św. Tomasz Morus, Erazm z Rotterdamu, Thomas Hobbes, John Locke, Jean-Jacques Rousseau, Immanuel Kant, Johann Gottlieb Fichte, Georg Wilhelm Friedrich Hegel, Karol Marks, Michaił Bakunin, Piotr Kropotkin, Pierre-Joseph Proudhon, Max Stirner a spośród filozofów współczesnych Leo Strauss, Ayn Rand, Antonio Gramsci, Jürgen Habermas, Giovanni Gentile, Hannah Arendt, Carl Schmitt, Robert Nozick, John Rawls, Murray Bookchin Noam Chomsky.